# Antonov repülőgépgyár
Az Antonov repülőgépgyár, teljes nevén Antonov Sorozatgyártó Üzem (ukránul: Серійний завод «Антонов»), 2011 februárjáig AVIANT Kijevi Repülőgépgyár, röviden Aviant Kijevben működő állami tulajdonú ukrán repülőgépgyártó vállalat. 2005-től 2015-ig a holdingként működő Antonov Állami Repülőgépgyártó Vállalat (2007–2008 között Aviacija Ukrajini) része, 2015-től az Antonov vállalathoz tartozik. Fő tevékenysége repülőgépek és repülőgép-részegységek sorozatgyártása. Gyári repülőtere a Szvjatosini repülőtér.

## Története

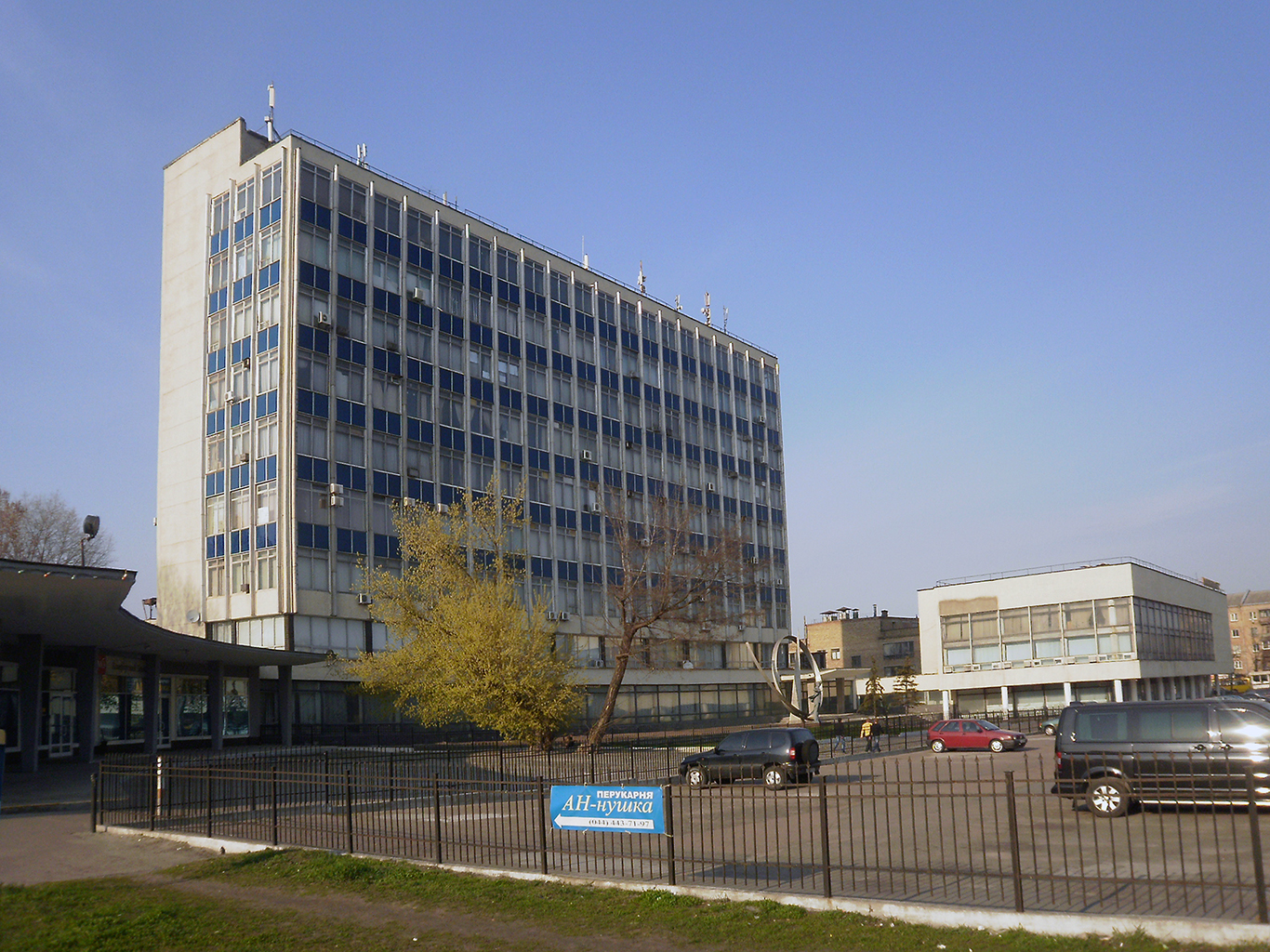
A repülőgépgyár székháza Kijevben

A repülőgépgyár elődjét 1920-ban hozták létre 12. sz. Állami Repülőgépgyár (GAZ–12) néven a Szovjetunió Hadiipari Tanácsának 15178. sz. utasítására, néhány kisebb kijevi üzem összevonásával. A második világháborúig Kijevben a Harmata utcában működött.  Az üzem megszervezője és  első igazgatója Viktorin Flavianovics Borbov, a Kijevi Műszaki Egyetem, majd a Moszkvai Repülési Egyetem későbbi rektora volt. Fő tevékenysége a Szovjetunióban használt külföldi gyártású katonai repülőgépek nagyjavítása volt. Az üzem saját repülőtérrel nem rendelkezett. A javításon átesett gépeket a közeli Poszt-Volinszki repülőtéren repülték be.
1922-ben a vállalatot átnevezték Remvozduh–6 névre. 1925-ben ott készítették az első szovjet hazai konstrukciónak számító, Konsztantyin Kalinyin tervezte K–1 repülőgépet, amellyel az első felszállást 1925. július 26-án hajtották végre.
1931-ben ismét átnevezték, új neve 43. sz. gyár lett. 1932-ben ott készült el az első szovjet autogiró, a CAGI-ban kifejlesztett 4–EA. A gép 1932. október 8-án repült először. Még ugyanabban az évben kezdték el az újszerű konstrukciójú, Európában elsőként behúzható futóművel felszerelt HAI–1 gyártását. Az utasszállító repülőgépből 43 db-ot gyártottak Kijevben. 1937-ben a gyár megépítette az OKO–1 repülőgépet. 1939-től 1941-ig MiG-vadászrepülőgépeket gyártottak Kijevben. A második világháború kitörése után, 1941. június 25-én német bombatámadás érte a gyárat, amelyet ezt követően a teljes gyártóberendezéseivel együtt Novoszibirszkbe evakuáltak. Ott a Jak–3, Jak–6 és Jak–9 vadászrepülőgépek gyártását végezte a gyár.

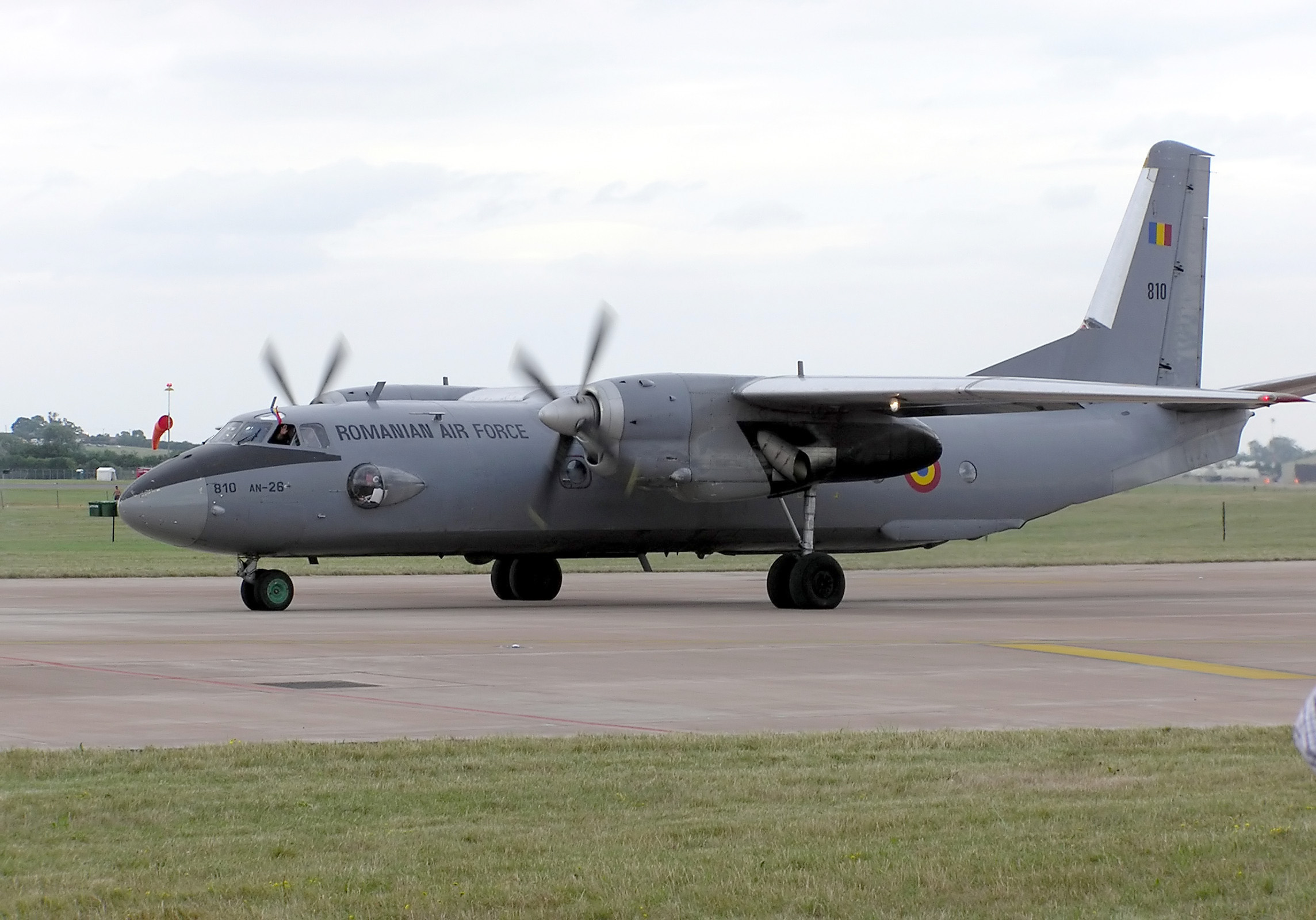
An–26 szállító repülőgép

Kijev 1944-es felszabadítása után a repülőgépgyárat visszaköltöztették Ukrajnába, ahol a háború végéig a Po–2 repülőgépek nagyjavítását, valamint a Jak–3 és Jak–9 vadászrepülőgépek összeszerelését végezte. Még 1944-ben új neve 473. sz. gyár lett, majd közvetlenül a háború után átköltöztették jelenlegi helyére, Kijev egykori Szvjatosine városrészébe.
1947–1948 között az üzemben megépítettek egy 5 db-os előszériát a Mi–1-es könnyű többcélú, dugattyús motoros helikopterből, de a sorozatgyártás végül más gyárban kezdődött el.
1948-ban indult el az An–2 sorozatgyártása, amely egyúttal az ugyancsak kijevi Antonov tervezőirodával való szoros együttműködés kezdete is. A gyár az An–2 18 változatából 3320 db-ot gyártott.
1954–1956 között a gyárban elkészítették az An–8 szállító repülőgépet, amely a későbbi felsőszárnyas, légcsavaros gázturbinával felszerelt Antonov szállító repülőgépek előfutára volt. 1959–1978 között a kijevi gyárban az An–24 szállító repülőgép sorozatgyártása folyt, amelyből összesen 1028 db-ot építettek. Közben, 1967-ben Kijevi Repülőgépgyár lett a vállalat új neve.
1969-ben kezdődött el az An–26-os szállító repülőgép sorozatgyártása, amely 1985-ig folyt. 1973-ban az An–26 módosított, légifényképező változatából, az An–30-ból 123 db-ot gyártottak.
1974. április 30-án ismét megváltoztatták a gyár nevét, új elnevezése Kijevi Repülőgépgyártó Termelési Egyesülés lett. Az An–24 és An–26 sorozatgyártása mellett, 1976–1979 között egy 5 db-os előszériát építettek az An–72 szállító repülőgépből. Az An–72 sorozatgyártását azonban a Harkovi Repülőgépgyárban kezdték el, mert a kijevi gyár kapacitására az akkor már fejlesztés alatt álló An–124 prototípusának megépítéséhez volt szükség. 1979–2004 között a kijevi gyár 19 példányt épített az An–124-ből. 1979-ben indult el az An–32 szállító repülőgépek gyártása is. 1985–1988 között a kijevi repülőgépgyár az An–225 szállító repülőgép néhány szerkezeti elemének a gyártásában vett részt.
A Szovjetunió felbomlása után a vállalat ukrán állami tulajdonba került. 1992. augusztus 5-én a Kijevi Nemzeti Repülőgépgyártó Vállalat, majd 1995. augusztus 27-én az AVIANT Kijevi Repülőgépgyár nevet kapta, majd 2011 februárjában átnevezték a ma is használt Antonov Sorozatgyártó Üzem névre.
1994–2008 között a gyár 93 darab Kijiv–12 típusú trolibuszt is gyártott.

## A vállalat által gyártott repülőgépek és helikopterek

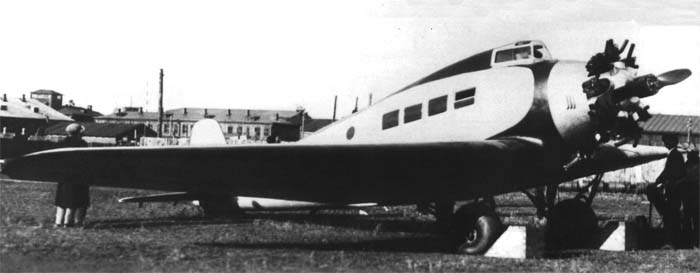
A HAI–1 utasszállító repülőgép

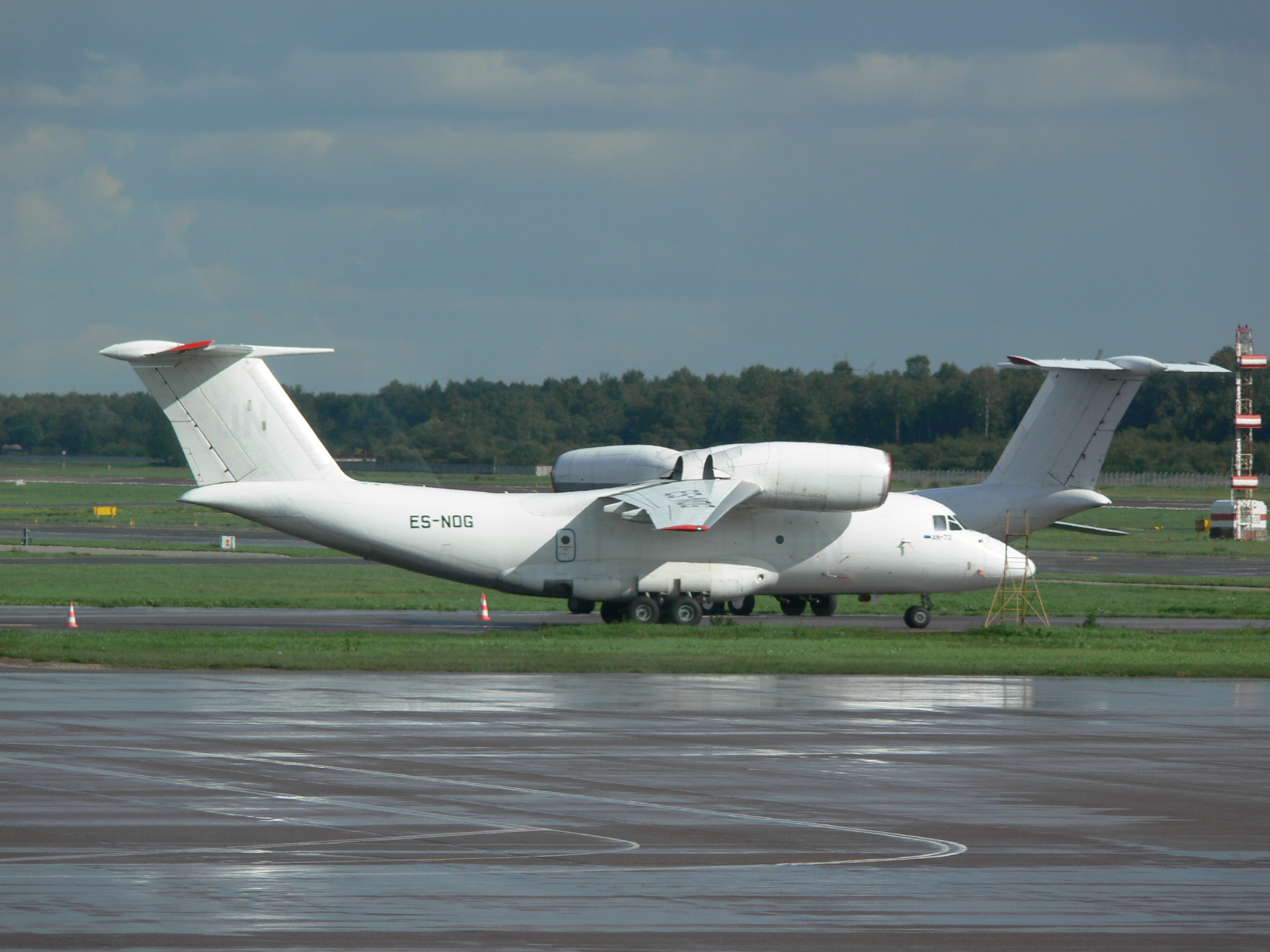
Észt An–72-es Tallinnban

| Típusjel | Típus                               | Sorozatgyártás ideje    | Gyártott mennyiség |
| K–1      | utasszállító repülőgép              | 1925                    | 1(prototípus)      |
| HAI–1    | utasszállító repülőgép              | 1932–1934               | 43                 |
| OKO–1    | utasszállító repülőgép              | 1937                    | 1(prototípus)      |
| Mi–1     | könnyű többcélú helikopter          | 1947–1948               | 5 (előszéria)      |
| An–2     | könnyű többcélú repülőgép           | 1948-tól                | 3320               |
| An–8     | katonai szállító repülőgép          | 1954–1956               | 1 (prototípus)     |
| An–24    | utasszállító repülőgép              | 1959–1978               | 1028               |
| An–26    | katonai szállító repülőgép          | 1969–1985               | 1402               |
| An–30    | légi fényképező repülőgép           | 1973–1979               | 123                |
| An–72    | többcélú szállító repülőgép         | 1976–1979               | 5 (előszéria)      |
| An–124   | teherszállító repülőgép             | 1979–2004               | 19                 |
| An–32    | katonai többcélú szállító repülőgép | 1979-től                | 361                |
| An–70    | közepes teherszállító repülőgép     | az 1980-as évek végétől | 2                  |
| An–148   | utasszállító repülőgép              | 2007-től                | 42                 |
| An–158   | utasszállító repülőgép              | 2011-től                | 7                  |
| An–178   | katonai szállító repülőgép          | 2015-től                | 1 (prototípus)     |